# ФК Рапид Букурещ
ФК „Рапид“ (на румънски: Fotbal Club Rapid 1923) е футболен клуб от Букурещ, столицата на Румъния.
Четирикратен шампион на страната и 13 пъти носител на Купата на Румъния. До 2012 г. собственик на клуба е бизнесменът Джордже Копос, бивш вицепремиер на Румъния (2004-2006). От юли 2014 г. собственик на клуба е Валери Морару.

## История
Клубът е основан през 1923 г. от работници в железопътните депа в Гривица, квартал на румънската столица. Първоначално в него играят основно железничари в свободното си време. Отборът започва да се състезава в първа лига през 1931 г.
Преди Втората световна война „Рапид“ се утвърждава сред водещите клубове на страната. През 1942 г. печели Купата на Бесарабия и 7 пъти Купата на Румъния. След войната 1945 г. клубът запада въпреки помощта от Министерството на транспорта: печели само веднъж титлата на страната (1967), а дълги периоди се лута в средата на класирането и даже 6 поредни години играе във Втора лига.
От началото на 1990-те години клубът постепенно отново заема място сред грандовете на Румъния. С помощта на изтъкнати специалисти като Мирча Луческу клубът става още 2 пъти шампион (1999 и 2003), достига до четвъртфинал в турнир за Купата на УЕФА (2006), когато „Стяуа“ елиминира „Рапид“.
„Рапид“ се е срещал с български отбори в официални и приятелски срещи – с „Ботев“ (Пловдив), „Левски“ (София), „Литекс“, „Спартак“ (Пловдив), ЦСКА. С „Лудогорец“ се е срещал веднж – в приятелски мач на 13 октомври 2012 г. в Разград, като срещата завършва 2-2.

## Успехи

### Национални
- Лига I:
  -  Шампион (3): 1966/67, 1998/99, 2002/03
  -  Второ място (14): 1936/37, 1937/38, 1939/40, 1940/41, 1948/49, 1950, 1963/64, 1964/65, 1965/66, 1969/70, 1970/71, 1997/98, 1999/00, 2005/06
  -  Трето място (9): 1947/48, 1960/61, 1968/69, 1995/96, 2001/02, 2003/04, 2004/05, 2007/08
- Купа на Румъния:
  -  Носител (13): 1934/35, 1936/37, 1937/38, 1938/39, 1939/40, 1940/41, 1941/42, 1971/72, 1974/75, 1997/98, 2001/02, 2005/06, 2006/07
  -  Финалист (6): 1960/61, 1961/62, 1967/68, 1994/95, 1998/99, 2011/12
- Суперкупа на Румъния:
  -  Носител (4): 1999, 2002, 2003, 2007
  -  Финалист (2): 1998, 2006
- Купа на Лигата:
  -  Носител (1): 1994
- Купа на Бесарабия:
  -  Носител (1): 1941/42
- Купа Примавера:
  -  Носител (1): 1957

### Европейски
- Купа Митропа
  -  Носител (1): 1940
- Балканска клубна купа
  -  Носител (2): 1963/64, 1964/66
- Купа на международния спортен съюз на железничарите
  -  Европейски железничарски шампион (1): 1968
  -  Финалист (2): 1961, 1971
- Купа на носителите на купи (КНК):
  - 1/4 финалист (1): 1972/73
- Купа на УЕФА:
  - 1/4 финалист (1): 2005/06

## Предишни имена
| Години    | Име                                                                                         |
| --------- | ------------------------------------------------------------------------------------------- |
| 1923–1937 | ЧФР Букурещ (CFR București)                                                                 |
| 1937–1945 | Рапид Букурещ (Rapid București)                                                             |
| 1945–1950 | ЧФР Букурещ (CFR București)                                                                 |
| 1950–1958 | Локомотива Гривица Рошие Букурещ (Locomotiva Grivița Roșie București)                       |
| 1958–2016 | Рапид Букурещ (Rapid București)                                                             |
| 2016–2017 | Железопътно движение ЧФР Букурещ (Mişcarea Feroviară CFR București) (Мишкара Феровиара ЧФР) |
| 2017–2018 | Академия Рапид Букурещ (Academia Rapid București)                                           |
| 2018–2019 | ФК Р Букурещ (Fotbal Club R București)                                                      |
| 2019–     | ФК Рапид 1923 (Fotbal Club Rapid 1923)                                                      |

## Български футболисти
- Павел Виданов: 2011 (6 мача - 0 гола)